# Frischwasserstation

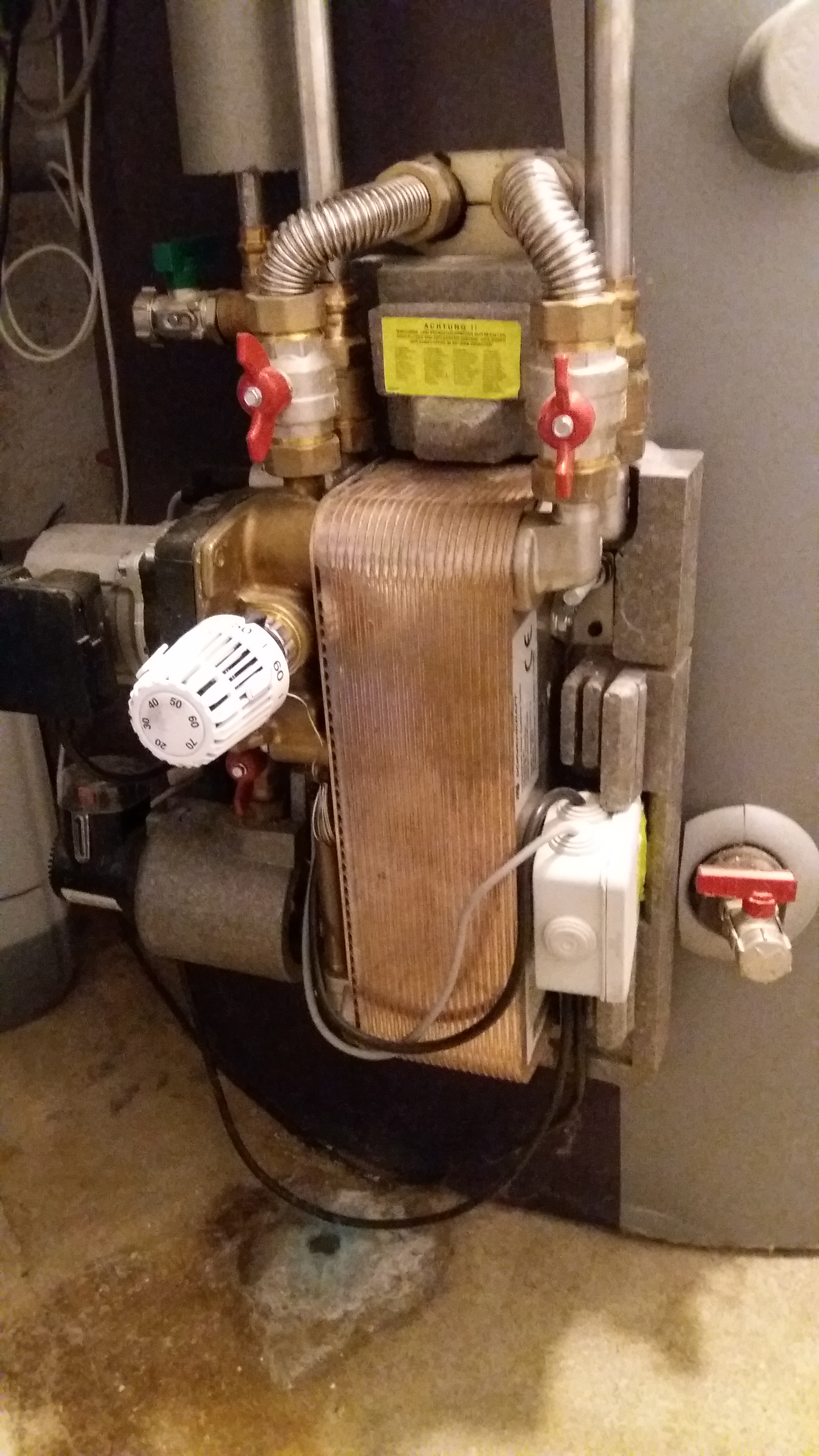
Frischwasserstation mit Plattenwärmetauscher an einem Schichtenspeicher

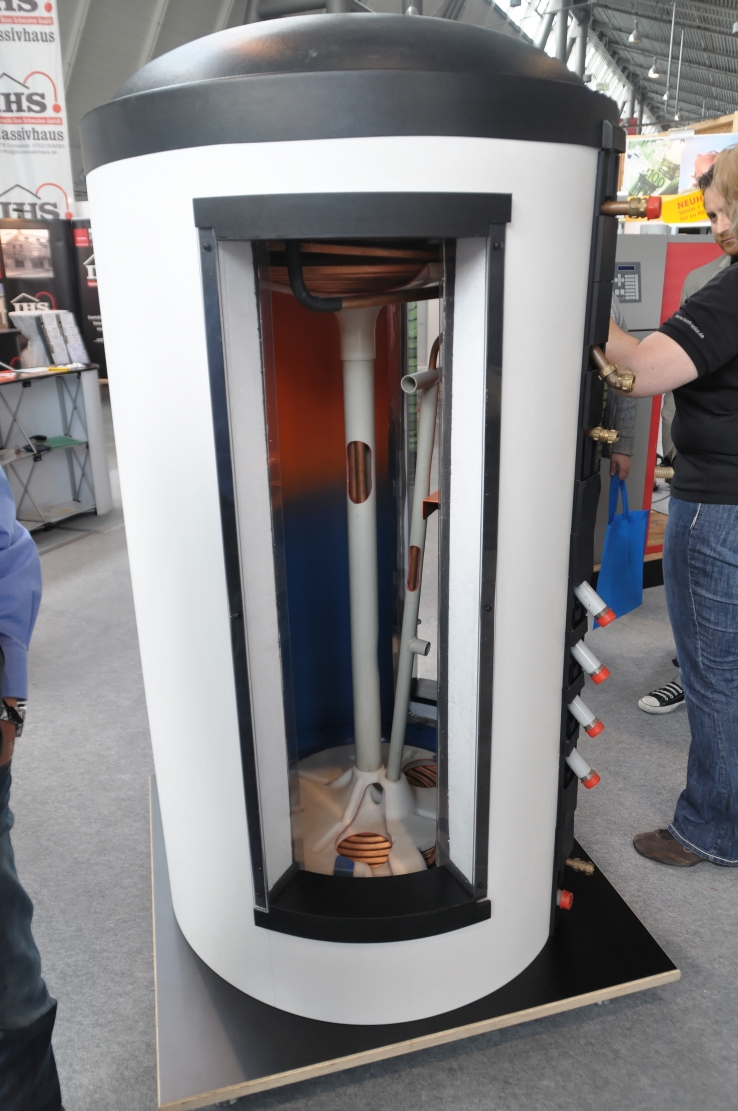
Schnitt durch einen Wärmespeicher. Die thermische Schichtung ist durch die rot-blaue Lackierung farblich dargestellt.

Eine Frischwasserstation erwärmt Trinkwasser zur sofortigen Nutzung (z. B. für Duschen, Baden, Waschen, Spülen), ist also ein Durchlauferhitzer, wobei die Wärme der wassergeführten Zentralheizung entnommen wird, meist einem Wärmespeicher in Form eines Schichtladespeichers, der verschiedene Schichten mit unterschiedlichen Temperaturen aufweist. Hierbei wird das kalte Trinkwasser aus der Zuleitung im Durchlaufprinzip mittels Wärmetauscher (Plattenwärmeübertrager oder Rohre im Speicher) durch das heiße Heizungswasser aus dem Wasserspeicher auf die gewünschte Temperatur gebracht und dann sofort irgendwo im Haus verbraucht. Dabei besteht eine konsequente Trennung von frischem Trinkwasser und geschlossenem Heizwasserkreislauf, und die Gefahr einer Legionellenbildung wie im längere Zeit stehendem warmen Trinkwasser eines Boilers, ist auf das notwendige Minimum erheblich reduziert, da nur der Wärmetauscher und das nachfolgende angeschlossene Rohrleitungssystem bis zur Zapfstelle Warmwasser führen, das meist mehrmals am Tag entnommen wird, so dass kaltes Frischwasser nachläuft.
Wird die Frischwasserstation in den Speicher integriert, so spricht man auch von einem Frischwasserspeicher, wobei allerdings nur Wärme gespeichert wird, und das Wasser frisch aus der Zuleitung entnommen wird.

## Dezentrale Frischwasserstationen – Wohnungsstationen
Eine besondere Form der Frischwasserstation gewinnt zunehmend an Bedeutung: die Wohnungsstation. Frischwasserstationen werden in jeder Wohnung installiert, dies erlaubt kurze Leitungswege und eine hygienisch optimierte Trinkwassererwärmung bei gleichzeitig guter Rücklaufauskühlung. Nachteilig sind die äußerst hohe Komplexität. Jede Wohnung benötigt eine eigene Wohnungsstation mit einem eigenen Wärmetauscher und eigenen Regelventilen. Dies verursacht nicht nur sehr hohe Investitions- und Installationskosten, sondern auch hohe laufende Kosten durch Wartungsaufwand. Weiterhin ist aufgrund der Vielzahl an Komponenten die Ausfallwahrscheinlichkeit unverhältnismäßig höher, als bei einer zentralen Warmwasserbereitung. Ist der Ausfall eines Regelventils noch vertretbar, so kann die hohe Anzahl an über das Gebäude verteilten Wärmeübertragern schnell zu einem massiven Problem werden: Undichtigkeiten, ein nicht selten auftretendes Problem, führen nicht nur zu einem nassen Heizkeller, sondern gleich zu einer überschwemmten Wohnung oder Stockwerk. Nachdem diese Nachteile in den letzten Jahren zunehmend präsent wurden, sinkt die Marktdurchdringung der dezentralen Wohnungsstationen wieder rapide.

## Innovative zentrale Frischwasserstationen
Eine Weiterentwicklung der klassischen zentralen Frischwasserstationen, die in Großanlagen das Warmwasser zirkulieren lassen, stellt das sogenannte Ziegler-System dar. Dieses wurde 2014 im Rahmen eines Forschungsprojektes an der Hochschule für angewandte Wissenschaften München entwickelt, um Rücklauftemperaturen abzusenken und die Lastglättung steigern zu können. Im Gegensatz zu klassischen Frischwasserstationen wird die Bereitung von Warmwasser für Warmwasserzapfungen und Zirkulation getrennt durchgeführt. Die Rückläufe werden getrennt in den Speicher eingeschichtet. In der Folge kann eine sehr hochwertige Schichtung erreicht werden. Die sonst üblichen Durchmischungen im Speicher treten nicht oder nur vermindert auf. Die Rücklauftemperatur zur Wärmequelle beträgt in der Regel unter 20 °C, während diese vergleichbarer Systeme zur Trinkwassererwärmung typischerweise über 55 °C liegt.
Dadurch kann eine hohe Effizienz der Wärmeerzeuger erreicht werden. Eine umfängliche Brennwertnutzung mit Wirkungsgradsteigerungen von bis zu 10 % wird möglich. Durch die resultierende hohe Temperaturspreizung steigt die Speicherkapazität erheblich. Diese kann für eine Lastglättung bei niedriger Wärmeerzeugerleistung oder für Flexibilität bei hoher Leistung genutzt werden, um beispielsweise die Systemdienlichkeit moderner Gebäudeenergiesysteme zu steigern.